# さいたま市立土合中学校
さいたま市立土合中学校（さいたましりつつちあいちゅうがっこう）は、埼玉県さいたま市桜区にある公立中学校。

## 沿革
- 1947年（昭和22年）
  - 4月21日 - 北足立郡土合村立土合小学校の講堂と南平屋校舎にて授業を開始。
  - 5月4日 - 埼玉県北足立郡土合村立土合中学校として、土合小学校にて開校式を挙行。
- 1950年（昭和25年）5月25日 - 現在地に新校舎（1号棟）を建設。新校舎に移転、落成式を挙行。
- 1955年（昭和30年）1月1日 - 土合村が浦和市へ合併された事に伴い、校名を浦和市立土合中学校に改称。
- 1979年（昭和54年）7月21日 - 特別教室棟（北校舎）完成。
- 2001年（平成13年）5月1日 - さいたま市誕生に伴い、校名をさいたま市立土合中学校に改称。

## 出身者
- 野島伸司（脚本家）
- 上林誠知（野球選手）
- 酒井夏海 (水泳選手)
- 渡邉美穂 (アイドル)

## アクセス
- JR埼京線南与野駅から徒歩18分。
- 国際興業バス南元宿バス停から徒歩3分。